# Рейнах, Элна
Элна Рейнах (африк. Elna Reinach; р. 2 декабря 1968, Претория) — южноафриканская профессиональная теннисистка. Победительница Открытого чемпионата США в смешанном парном разряде (1994), победительница в общей сложности 12 индивидуальных турниров в одиночном, женском парном и смешанном парном разрядах, двукратная чемпионка лиги World TeamTennis.

## Игровая карьера
Элна Рейнах тренировалась с 6 лет под руководством матери. Впервые заявила о себе в рамках турниров тура Virginia Slims в 17 лет, в 1986 году, когда в паре с Эми Холтон дошла до финала в Беркли (Калифорния). Через два года, в 1988 году, она сыграла в Альбукерке (Нью-Мексико) свой первый финал турнира WTA в одиночном разряде. В этом же году 19-летняя Рейнах в паре с австралийкой Николь Провис, обыграв 7-ю и 14-ю посеянные пары, неожиданно дошла до полуфинала Открытого чемпионата Франции, где их остановили посеянные вторыми Клаудиа Коде-Кильш и Гелена Сукова. На следующий год Провис и Рейнах повторили этот результат дважды, причём преодолев более существенное сопротивление. Сначала на Уимблдоне они победили посеянных четвёртыми Патти Фендик и Джилл Хетерингтон и посеянных пятыми Штеффи Граф и Габриэлу Сабатини перед тем, как уступить второй паре мира Наталья Зверева-Лариса Савченко, а затем на Открытом чемпионате США обыграли в четвертьфинале уже Звереву и Савченко, но в полуфинале на их пути стали посеянные пятыми Джиджи Фернандес и Пэм Шрайвер. Накануне Открытого чемпионата США Провис и Рейнах добыли в Альбукерке свой первый совместный титул в турнирах WTA.
Сотрудничество с Провис продолжалось до середины 1991 года, и за это время австралийско-южноафриканская пара ещё четырежды побывала в финалах турниров WTA, в том числе три раза на турнирах I категории в Риме и Берлине. Один из этих трёх турниров они выиграли, добавив к нему победу на менее престижном соревновании в Страсбурге. В 1990 году Рейнах поднялась до рекордной для себя десятой строчки в рейтинге WTA, а в конце года приняла вместе с Провис участие в чемпионате Virginia Slims, собирающем все сильнейшие пары мира, но уже в четвертьфинале они проиграли будущим чемпионкам Кэти Джордан и Элизабет Смайли. В дальнейшем Рейнах завоевала ещё семь титулов в женском парном разряде с семью разными партнёршами. Наиболее успешными были её выступления с американкой Сэнди Коллинз: вместе они не только победили в Нашвилле, но и ещё трижды доходили до финалов во второй половине 1991-го и в 1992 году.
В следующие два года Рейнах дважды доходила с разными партнёрами до финалов турниров Большого шлема. Сначала на Открытом чемпионате Франции она проиграла в финале с соотечественником Дани Виссером (посеянный девятым южноафриканский дуэт победил в четвертьфинале вторую пару турнира Наталья Зверева-Эндрю Кратцман, но в финале уступил посеянным одиннадцатыми россиянам Евгении Манюковой и Андрею Ольховскому), а на следующий год выиграла Открытый чемпионат США в паре с хозяином корта Патриком Гэлбрайтом, победив на пути к титулу сначала вторую пару турнира (Мередит Макграт-Марк Вудфорд), а затем и первую (Яна Новотна-Тодд Вудбридж). Её единственная победа в турнирах WTA в одиночном разряде, одержанная в Окленде (Новая Зеландия), пришлась на 1993 год.
Среди командных титулов Элны Рейнах — две победы в составе клуба «Шарлотт Хит» в профессиональной командной лиге World TeamTennis. Эти две победы она одержала уже к 20 годам и оба сезона признавалась самым полезным игроком (MVP) лиги. С 1992 по 1995 год Рейнах выступала в составе сборной ЮАР в Кубке Федерации. Она сыграла за это время в 16 матчах и победила в 16 играх из 20, в том числе одержав 11 побед из 12 в парном разряде. Её высшим достижением в Кубке Федерации стал выход со сборной в четвертьфинал Мировой группы в 1994 году после того, как с Мариан де Свардт она одержала решающую победу в матче против команды Нидерландов. На Олимпийских играх в Барселоне, где после долгого перерыва впервые выступали представители ЮАР, она сыграла и в одиночном разряде (уступив уже в первом круге посеянной третьей будущей чемпионке Дженнифер Каприати), и в паре с Мариан де Свардт; посеянные шестыми южноафриканские теннисистки проиграли в четвертьфинале также будущим олимпийским чемпионкам — второй паре турнира Джиджи и Мэри-Джо Фернандес.
Элна Рейнах завершила игровую карьеру в 1995 году, в возрасте 27 лет.

## Участие в финалах турниров Большого шлема за карьеру (2)

### Смешанный парный разряд (2)
| Результат | Год  | Турнир                     | Покрытие | Партнёр         | Соперники в финале                 | Счёт в финале |
| --------- | ---- | -------------------------- | -------- | --------------- | ---------------------------------- | ------------- |
| Поражение | 1993 | Открытый чемпионат Франции | Грунт    | Дани Виссер     | Евгения Манюкова Андрей Ольховский | 2-6, 6-4, 4-6 |
| Победа    | 1994 | Открытый чемпионат США     | Хард     | Патрик Гэлбрайт | Тодд Вудбридж Яна Новотна          | 6-2, 6-4      |

## Титулы за карьеру
| Легенда           |
| ----------------- |
| Большой шлем (1)  |
| Чемпионат WTA (0) |
| I категория (1)   |
| II категория      |
| III категория (1) |
| IV категория (8)  |
| V категория (1)   |

### Одиночный разряд (1)
| Дата       | Турнир                 | Покрытие | Соперница в финале | Счёт в финале |
| ---------- | ---------------------- | -------- | ------------------ | ------------- |
| 7 фев 1993 | Окленд, Новая Зеландия | Хард     | Кэролайн Кулман    | 6-0, 6-0      |

### Парный разряд (10)
| №   | Дата        | Турнир                              | Покрытие | Партнёр           | Соперницы в финале                    | Счёт в финале |
| --- | ----------- | ----------------------------------- | -------- | ----------------- | ------------------------------------- | ------------- |
| 1.  | 20 авг 1989 | Альбукерке, Нью-Мексико, США        | Хард     | Николь Провис     | Раффаэлла Реджи Аранча Санчес-Викарио | 4-6, 6-4, 6-2 |
| 2.  | 20 мая 1990 | Открытый чемпионат Германии, Берлин | Грунт    | Николь Провис     | Гана Мандликова Яна Новотна           | 6-2, 6-1      |
| 3.  | 27 мая 1990 | Страсбург, Франция                  | Грунт    | Николь Провис     | Кэти Джордан Элизабет Смайли          | 6-1, 6-4      |
| 4.  | 10 ноя 1991 | Нашвилл, Теннесси, США              | Хард     | Сэнди Коллинз     | Яюк Басуки Каролина Вис               | 5-7, 6-4, 7-6 |
| 5.  | 24 мая 1992 | Люцерн, Швейцария                   | Грунт    | Эми Фрейзер       | Карина Габшудова Мериэнн Уэрдел       | 7-5, 6-2      |
| 6.  | 1 ноя 1992  | Сан-Хуан, Пуэрто-Рико               | Хард     | Аманда Кётцер     | Кэти Риналди Джиджи Фернандес         | 6-2, 4-6, 6-2 |
| 7.  | 14 ноя 1992 | Индианаполис, США                   | Хард (i) | Катрина Адамс     | Мэри-Лу Дэниелс Сэнди Коллинз         | 5-7, 6-2, 6-4 |
| 8.  | 7 фев 1993  | Окленд, Новая Зеландия              | Хард     | Изабель Демонжо   | Кэти Риналди Джилл Хетерингтон        | 6-2, 6-4      |
| 9.  | 6 ноя 1994  | Квебек, Канада                      | Ковёр    | Натали Тозья      | Чанда Рубин Линда Уайлд               | 6-4, 6-3      |
| 10. | 5 фев 1995  | Окленд, Новая Зеландия (2)          | Хард     | Джилл Хетерингтон | Каролина Вис Лаура Голарса            | 7-6, 6-2      |